# Nho lâm ngoại sử

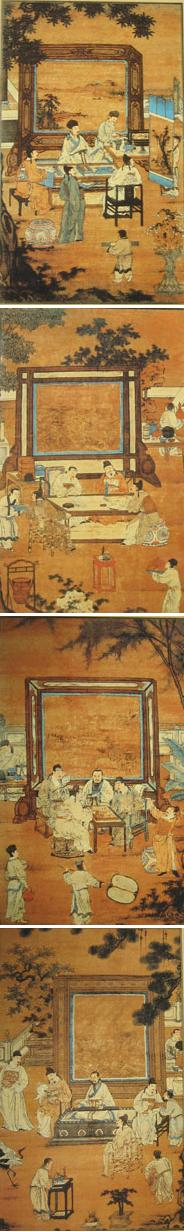
Minh hoạ Nho lâm ngoại sử

Nho lâm ngoại sử (chữ Hán: 儒林外史, bính âm: Rú lín wài shǐ) hay còn gọi là Chuyện làng nho là tiểu thuyết chương hồi của Ngô Kính Tử thời nhà Thanh, toàn thư gồm 56 hồi (theo Lỗ Tấn thì hồi cuối cùng không phải do Ngô Kính Tử sáng tác), miêu tả gần hai trăm nhân vật mà hầu hết là nhà Nho, nội dung phê phán và châm biếm sâu cay chế độ khoa cử công danh thời nhà Thanh.

## Tác giả
Ngô Kính Tử (1701 - 1754) tự là Mẫn Hiên, hiệu là Lạp Dân, về già lại lấy hiệu là Văn Mộc lão nhân, người Toàn Tiêu tỉnh An Huy. Ông xuất thân trong một gia đình khoa hoạn truyền thống, nhiều người đi thi đỗ đạt làm quan. Nhưng bản thân Ngô Kính Tử lại chán ghét khoa cử công danh, cuối cùng gia sản ruộng đất bán sạch, ông phải lên Nam Kinh sống cuộc sống hết sức nghèo khổ nhưng chí khí rất hiên ngang ngạo nghễ chứ không chịu cúi đầu. Ngoài Nho lâm ngoại sử, Ngô Kính Tử còn có các tác phẩm Văn Mộc Sơn phòng thi văn tập (12 quyển nay còn 4) và 7 quyển Thi thuyết (nay thất truyền).

## Kết cấu
Nho lâm ngoại sử không có một cốt truyện rõ rệt, tác phẩm trình bày hết nhân vật này đến nhân vật khác chứ không xoay quanh một cốt truyện duy nhất hoặc xoay quanh số phận nhân vật chính. Đúng như Lỗ Tấn đã nói: Nho lâm ngoại sử là bức tranh ghép bằng các mảnh giấy vụn. Kết cấu truyện có thể chia làm 4 phần:
- Phần 1: Xây dựng nhân vật Vương Miện, một nhà Nho chân chính, gần bùn mà chẳng hôi tanh mùi bùn, làm tấm gương phản chiếu các nhà nho trong xã hội (hồi 1).
- Phần 2: Dựng lên bức tranh về bọn nhà Nho thối nát, tâm hồn ô nhiễm công danh, ham mùi phú quý làm tấm gương phản diện về các nhà Nho (từ hồi 2 đến hồi 30).
- Phần 3: Nêu lên tấm gương chính diện của các nhà Nho, những nhà Nho chân chính, chán ghét khoa cử công danh, đồng tình ủng hộ nhân dân lao động (từ hồi 31 đến hồi 37).
- Phần 4: Miêu tả sự suy tàn của "rừng nho" và sự sụp đổ không thể tránh khỏi của phong hoá (từ hồi 38 đến hết).

## Nội dung tư tưởng
Trong Nho lâm ngoại sử, Ngô Kính Tử đã miêu tả rất nhiều nhà Nho, tốt có, xấu có, nhưng chung quy có thể làm bốn loại:
- Loại bị phú quý công danh đầu độc đến ngu muội hèn hạ. Tiêu biểu cho hạng nhà Nho này là Chu Tiến và Phạm Tiến.
- Loại hãnh tiến vì phú quý công danh, bị công danh làm tha hoá cả tâm hồn. Tiêu biểu là các nhân vật Khuông Siếu Nhân, Mã Tuần Thượng, Cù Dật Phu... và đặc biệt là bọn quan lại như Thái thú Nam Xương Vương Huệ.
- Loại ngoài miệng thì lên án phú quý công danh nhưng thâm tâm thì đầy rẫy những ham muốn hèn hạ. Tiêu biểu là Dương Chấp Trung, Quyền Vật Dụng, Ngưu Ngọc Phổ...
- Loại trong sạch, không màng phú quý công danh, cự tuyệt con đường làm quan, làm giàu mà tiêu biểu là Vương Miện, Đỗ Thiếu Khanh, Kinh Nguyên, Thẩm Quỳnh Chi...

Từ bức tranh phong phú và sinh động về làng nho nói trên, Ngô Kính Tử đã miêu tả, châm biếm, lên án và đả kích sâu cay chế độ khoa cử phong kiến Trung Quốc, đặc biệt là thời kỳ nhà Thanh dưới các triều đại Khang Hy, Càn Long, đả kích việc sử dụng văn bát cổ để tuyển chọn nhân tài. Chế độ khoa cử dưới thời kỳ này đã mất hết ý nghĩa tích cực, bị biến thành giáo điều, hình thức, chủ yếu đào tạo ra những "con vẹt", làm tha hoá nhân cách thanh cao, trong sạch của các nhà Nho chứ không hề giúp ích gì cho việc mở mang phong hoá.
Giáo sư Trương Trọng Thuần đã nói:
Khoa cử là mắt xích quan trọng hệ thống kiến trúc thượng tầng phong kiến. Ngô Kính Tử đã tập trung tâm huyết công kích nó, từ đó mà phủ nhận toàn bộ chế độ phong kiến.

Lỗ Tấn cũng nhận xét:
Đến Chuyện làng nho của Ngô Kính Tử ra đời, mới lấy công tâm chỉ trích những cái tệ lậu của thời đại, mũi nhọn nhằm thẳng vào làng nho, văn vừa buồn, vừa vui, nhẹ nhàng nhưng hay châm biếm. Thế là trong tiểu thuyết bắt đầu có một bộ xứng đáng gọi là tác phẩm châm biếm.

Tư tưởng châm biếm, đả kích của Nho lâm ngoại sử có ảnh hưởng lớn đến các tác phẩm sau này như Nhị thập niên mục đổ chi quái hiện trạng, Quan trường hiện hình ký, Lão tàn du ký, Nghiệt hải hoa và Hải Thượng Hoa liệt truyện.